# Eladio Rojas
Eladio Alberto Rojas Díaz (Tierra Amarilla, 1934. november 8. – Viña del Mar, 1991. január 13.) chilei válogatott labdarúgó.
A chilei válogatott tagjaként részt vett az 1962-es világbajnokságon.

## Sikerei, díjai
Chile
- Világbajnoki bronzérmes (1): 1962